# International Press
O International Press é o primeiro jornal em português editado no Japão. Com periodicidade semanal, circula em todo o território japonês desde 15 de setembro de 1991. Além de pioneiro, o semanário é líder de mercado no Japão. Está orientado para a comunidade formada por mais de 300 mil brasileiros residentes no território japonês. Ele foi fundado por Yoshio Muranaga, imigrante japonês que veio ao Japão em 1990 para expandir seus negócios de comércio exterior e que acabou criando um indispensável veículo de comunicação.
O jornal hoje é editado pela International Press Japan Co., sediada em Tóquio, com filiais em Nagoya (Aichi), Hamamatsu (Shizuoka) e Oizumi (Gunma). A empresa também possui outras publicações em espanhol: International Press en español, inglês e tagalog: Philippine Digest, além de uma linha de guias e livros bilíngues voltados às comunidades estrangeiras no Japão.